# Dienstgrade der Royal Navy 1939–1945
Dienstgrade der Royal Navy 1939–1945 behandelt die Dienstgrade der Royal Navy im engere Sinne, sowie die Dienstgrade der Schiffbauingenieure, der Werftpolizei und der Küstenwache während des Zweiten Weltkrieges.

## Royal Navy im engere Sinne

### Allgemeine Dienstgradüberzicht
Royal Navy (R.N.) bezeichnete  Berufsoffiziere;  Royal Naval Reserve (R.N.R.) Reserveoffiziere, die von der Handelsmarine rekrutiert wurden. Royal Naval Volunteer Reserve (R.N.V.R.) bezeichnete Reserveoffiziere, die ohne seemännische Erfahrung vor dem Krieg rekrutiert wurden. Kriegsoffiziere, die aus den Wehrpflichtigen rekrutiert wurden, gehörten auch zu diesem Korps. Daher gehörten 1945 88 Prozent der Marineoffiziere der R.N.V.R.
| Dienstgrade                            | Dienstgradabzeichen Royal Navy | Dienstgradabzeichen Royal Naval Reserve | Dienstgradabzeichen Royal Naval Volunteer Reserve | Deutsches Pendant    |
| -------------------------------------- | ------------------------------ | --------------------------------------- | ------------------------------------------------- | -------------------- |
| Admiral of the Fleet                   |                                | Unzutreffend                            | Unzutreffend                                      | Großadmiral          |
| Admiral                                |                                | Unzutreffend                            | Unzutreffend                                      | Admiral              |
| Vice Admiral                           |                                | Unzutreffend                            | Unzutreffend                                      | Vizeadmiral          |
| Rear Admiral                           |                                | Unzutreffend                            | Unzutreffend                                      | Konteradmiral        |
| Commodore, 1st Class                   | Unzutreffend                   | Unzutreffend                            | keine Pendant                                     |                      |
| Commodore, 2nd Class                   |                                |                                         |                                                   | Kommodore            |
| Captain                                |                                |                                         |                                                   | Kapitän zur See      |
| Commander                              |                                |                                         |                                                   | Fregattenkapitän     |
| Lieutenant-Commander                   |                                |                                         |                                                   | Korvettenkapitän     |
| Lieutenant                             |                                |                                         |                                                   | Kapitänleutnant      |
| Sub-Lieutenant                         |                                |                                         |                                                   | Oberleutnant zur See |
| Acting Sub-Lieutenant                  | Leutnant zur See               |                                         |                                                   |                      |
| Commissioned Officer from Warrant Rank | Unzutreffend                   | Unzutreffend                            | Deckoffizierleutnant                              |                      |
| Warrant Officer                        |                                |                                         |                                                   | Deckoffizier         |
| Midshipman                             |                                |                                         |                                                   | Oberfähnrich zur See |
| Chief Petty Officer                    |                                |                                         |                                                   | Stabsfeldwebel (F)   |
| Naval Cadet                            |                                |                                         |                                                   | Fähnrich zur See     |
| Petty Officer                          |                                |                                         |                                                   | Feldwebel            |
| Leading Rating                         |                                |                                         |                                                   | Maat                 |
| Able Rating                            |                                |                                         |                                                   | Obergefreiter        |
| Ordinary Rating                        |                                |                                         |                                                   | Gefreiter            |
| Boy, 1st Class                         |                                | Unzutreffend                            | Unzutreffend                                      | Schiffsjunge         |
| Boy, 2nd class                         |                                | Unzutreffend                            | Unzutreffend                                      | Schiffsjunge         |

### Seeoffiziere
| Executive Officers    | Deutsches Pendant    |
| --------------------- | -------------------- |
| Rear Admiral          | Konteradmiral        |
| Captain               | Kapitän zur See      |
| Commander             | Fregattenkapitän     |
| Lieutenant-Commander  | Korvettenkapitän     |
| Lieutenant            | Kapitänleutnant      |
| Sub-Lieutenant        | Oberleutnant zur See |
| Acting Sub-Lieutenant | Leutnant zur See     |
| Midshipman            | Oberfähnrich zur See |
| Naval Cadet           | Fähnrich zur See     |

### Marineingenieuroffiziere
Marineingenieuroffiziere trägt als Laufbahnabzeichen lila Tuch zwischen die Ärmelstreifen.
| Engineer Officers (New Scheme) | Engineer Officers (Old Scheme) | Deutsches Pendant           |
| ------------------------------ | ------------------------------ | --------------------------- |
| Rear Admiral (E)               | Engineer Rear-Admiral          | Konteradmiral (Ing.)        |
| Captain (E)                    | Engineer Captain               | Kapitän zur See (Ing.)      |
| Commander (E)                  | Engineer Commander             | Fregattenkapitän (Ing.)     |
| Lieutenant-Commander (E)       | Engineer Lieutenant-Commander  | Korvettenkapitän (Ing.)     |
| Lieutenant (E)                 | –                              | Kapitänleutnant (Ing.)      |
| Sub-Lieutenant (E)             | –                              | Oberleutnant (Ing.)         |
| Acting Sub-Lieutenant (E)      | –                              | Leutnant (Ing.)             |
| Midshipman (E)                 | –                              | Oberfähnrich zur See (Ing.) |
| Naval Cadet (E)                | –                              | Fähnrich zur See (Ing.)     |

### Marineverwaltungsoffiziere
Marineverwaltungsoffiziere trägt als Laufbahnabzeichen weiße Tuch zwischen die Ärmelstreifen.
| Accountant Officers             | Deutsches Pendant        |
| ------------------------------- | ------------------------ |
| Paymaster Rear-Admiral          | Konteradmiral (V)        |
| Paymaster Captain               | Kapitän zur See (V)      |
| Paymaster Commander             | Fregattenkapitän (V)     |
| Paymaster Lieutenant-Commander  | Korvettenkapitän (V)     |
| Paymaster Lieutenant            | Kapitänleutnant (V)      |
| Paymaster Sub-Lieutenant        | Oberleutnant zur See (V) |
| Acting Paymaster Sub-Lieutenant | Leutnant zur See (V)     |
| Paymaster Midshipman            | Oberfähnrich zur See (V) |
| Naval Cadet (Accountant)        | Fähnrich zur See (V)     |

### Marinesanitätsoffiziere
Marinesanitätsoffiziere trägt als Laufbahnabzeichen rotes, und Marinesanitätsoffiziere (Z) orangefarbenes, Tuch zwischen die Ärmelstreifen.
| Medical Officers             | Dental Officers                  | Deutsches Pendant   |
| ---------------------------- | -------------------------------- | ------------------- |
| Surgeon Rear Admiral         | –                                | Admiralarzt         |
| Surgeon Captain              | Surgeon Captain (D)              | Flottenarzt         |
| Surgeon Commander            | Surgeon Commander (D)            | Geschwaderarzt      |
| Surgeon Lieutenant-Commander | Surgeon Lieutenant-Commander (D) | Marineoberstabsarzt |
| Surgeon Lieutenant           | Surgeon Lieutenant (D)           | Stabsarzt           |

### Lehroffiziere und Marinelehrer
Lehroffiziere und Marinelehrer trägt als Laufbahnabzeichen blaues Tuch zwischen die Ärmelstreifen.
| Instruction Officers            | Deutsches Pendant     | Schoolmasters                                                                                | Deutsches Pendant         |
| ------------------------------- | --------------------- | -------------------------------------------------------------------------------------------- | ------------------------- |
| Instructor Captain              | Marineoberschulrat    | –                                                                                            | –                         |
| Instructor Commander            | Marineoberstudienrat  | Headmaster Commander                                                                         | Marinefachschuldirektor   |
| Instructor Lieutenant-Commander | Marinestudienrat      | Headmaster Lieutenant-Commander                                                              | Marinefachschulrektor     |
| Instructor Lieutenant           | Marinestudienassessor | Headmaster Lieutenant                                                                        | Marinefachschulkonrektor  |
| –                               | –                     | Senior Schoolmaster Schoolmaster Dienstrang als Commissioned Officer from Warrant Rank, R.N. | Marineoberfachschullehrer |
| –                               | –                     | Schoolmaster Dienstrang als Warrant Officer, R.N.                                            | Marinefachschullehrer     |

### Warrant Offiziere und Offiziere davon befördert
Laufbahnen und Laufbahnfarben für Warrant Officers und Offiziere davon befördert:
| keine |                 |                                                           |                                                             |                   |               |             |
| Schiffsbootsmann Artilleriebootsmann Torpedomeister Signalmeister Funkmeister Signalmeister Flugzeugführer Beobachter (Flugzeugbesatzung) Wachtmeister Fotograf | Sanitätsmeister | Schiffsschreiber Verwaltungsschreiber Schiffskoch Steward | Schiffsmaschinist Mechaniker Flugwerkmeister Bordmechaniker | Schiffselektriker | Zimmermeister | Feuerwerker |

Quelle: 
Dienstgrade für Warrant Officers und Offiziere davon befördert:
| keine |                                 |                                                                                        | |                                 |                                 |                               |
| Commander Signal Commander | –                               | –                                                                                      | Engineer Commander Commander (A)(E)                                                                    | Electrical Commander            | Shipwright Commander            | Ordnance Commander            |
| Lieutenant-Commander Signal Lieutenant-Commander Telegraphist Lieutenant-Commander Lieutenant-Commander (A) Lieutenant-Commander-at-Arms                                                                                  | Wardmaster Lieutenant-Commander | Paymaster Lieutenant-Commander                                                         | Engineer Lieutenant-Commander Lieutenant-Commander (A)(E)                                              | Electrical Lieutenant-Commander | Shipwright Lieutenant-Commander | Ordnance Lieutenant-Commander |
| Lieutenant Signal Lieutenant Telegraphist Lieutenant Lieutenant (A) Lieutenant-at-Arms | Wardmaster Lieutenant           | Paymaster Lieutenant                                                                   | Engineer Lieutenant Lieutenant (A)(E)                                                                  | Electrical Lieutenant           | Shipwright Lieutenant           | Ordnance Lieutenant           |
| Commissioned Gunner Commissioned Gunner (T) Commissioned Boatswain Commissioned Signal Boatswain Commissioned Telegraphist Commissioned Pilot Commissioned Observer Commissioned Master-at-Arms Commissioned Photographer | Commissioned Wardmaster         | Commissioned Writer Commissioned Supply Officer Commissioned Cook Commissioned Steward | Commissioned Engineer Commissioned Mechanician Commissioned Aircraft Officer Commissioned Air Mechanic | Commissioned Electrician        | Commissioned Shipwright         | Commissioned Ordnance Officer |
| Gunner Gunner (T) Boatswain Signal Boatswain Warrant Telegraphist Warrant Pilot Warrant Observer Warrant Master-at-Arms Warrant Photographer                                                                              | Warrant Wardmaster              | Warrant Writer Warrant Supply Officer Warrant Cook Warrant Steward                     | Warrant Engineer Warrant Mechanician Warrant Aircraft Officer Warrant Air Mechanic                     | Warrant Electrician             | Warrant Shipwright              | Warrant Ordnance Officer      |

Quelle: 

### Unteroffiziere und Mannschaften
Allgemeine Dienstgrade
| # | Petty Officers and Ratings | Deutsches Pendant  |
| - | -------------------------- | ------------------ |
| 1 | Chief Petty Officer        | Stabsfeldwebel (F) |
| 2 | Petty Officer              | Feldwebel          |
| 3 | Leading Rating             | Maat               |
| 4 | Able Rating                | Obergefreiter      |
| 5 | Ordinary Rating            | Gefreiter          |
| 6 | Boy, 1st Class             | Schiffsjunge       |
| 7 | Boy, 2nd Class             | Schiffsjunge       |

Quelle:
Laufbahnen
Seaman Branch (Bootsmannslaufbahn), Signal Branch (Signallaufbahn), Wireless Telagraphy Branch (Funklaufbahn), Flying Branch (Flugzeugführer, Beobachter, Fliegerschütze), Air Mechanic Branch (Bordmechaniker), Stoker Branch (Maschinenlaufbahn), Mechanician Branch (Maschinenmechanicherlaufbahn), Engine Room Artificer Branch (Maschinenwerkmeisterlaufbahn), Electrical Arificer Branch (Elektrikerlaufbahn), Ordnance Artificer Branch (Feuerwerkerlaufbahn), Air Artificer Branch (Flugzeugwerkmeisterlaufbahn), Air Rigger Branch (Flugzeughandwerkerlaufbahn), Air Fitter Branch (Flugmotorenschlosserlaufbahn), Shipwright Branch (Zimmermanslaufbahn), Blacksmith Branch (Schmiedlaufbahn), Joiner Branch (Tischlerlaufbahn), Painter Branch (Malerlaufbahn), Plumber Branch (Installateurlaufbahn), Sick Berth Branch (Sanitätslaufbahn), Writer Branch (Schreiberlaufbahn), Supply Branch (Verwaltungsschreiberlaufbahn), Cook Branch (Verplegungslaufbahn), Steward Branch (Stewardlaufbahn).
Sonderdienstgrade im Bootsmannslaufbahn, Signallaufbahn, Funklaufbahn, Fliegerlaufbahn und Bordmechanikerlaufbahn
| # | Seaman Branch       | Signal Branch           | Wireless Telegraphy Branch       | Flying Branch              | Air Mechanic Branch              |
| - | ------------------- | ----------------------- | -------------------------------- | -------------------------- | -------------------------------- |
| 1 | Chief Petty Officer | Chief Yeoman of Signals | Chief Petty Officer Telegraphist | Chief Petty Officer Airman | Chief Petty Officer Air Mechanic |
| 2 | Petty Officer       | Yeoman of Signals       | Petty Officer Telegraphist       | Petty Officer Airman       | Petty Officer Air Mechanic       |
| 3 | Leading Seaman      | Leading Signalman       | Leading Telegraphist             | Leading Airman             | Leading Air Mechanic             |
| 4 | Able Seaman         | Signalman               | Telegraphist                     | Naval Airman, 1st Class    | Air Mechanic                     |
| 5 | Ordinary Seaman     | Ordinary Signalman      | Ordinary Telegraphist            | Naval Airman, 2nd Class    | Probationary Air Mechanic        |
| 6 | Boy, 1st Class      | Signal Boy              | Boy Telegraphist                 | –                          | –                                |
| 7 | Boy, 2nd class      | –                       | –                                | –                          | –                                |

Unteroffiziere und Mannschaften der Bootsmannslaufbahn könnte Sonderausbildung im Artilleriedienst, Torpedodienst, U-jagddienst, Körperertüchtigung und U-Bootsdienst erhalten.
Quelle:
Sonderdienstgrade im Maschinenlaufbahn, Maschinenmechanicherlaufbahn, Maschinenwerkmeisterlaufbahn, Elektrikerlaufbahn, Feuerwerkerlaufbahn, Flugzeugwerkmeisterlaufbahn, Flugzeughandwerkerlaufbahn, Flugmotorenschlosserlaufbahn und Zimmermanslaufbahn.
| # | Stoker Branch        | Mechanician Branch                                                               | Engine Room Artificer Branch Electrical Arificer Branch Ordnance Artificer Branch Air Artificer Branch               | Air Rigger Air Fitter                                         | Shipwright Branch |
| - | -------------------- | -------------------------------------------------------------------------------- | --- | ------------------------------------------------------------- | --- |
| 1 | Chief Stoker         | Chief Mechanician, 1st Class Chief Mechanician, 2nd Class Mechanician, 1st Class | Chief Artificer, 1st Class Chief Artificer, 2nd Class Artificer, 1st Class Artificer, 2nd Class Artificer, 3rd Class | Chief Petty Officer Air Fitter Chief Petty Officer Air Rigger | Chief Shipwright, 1st Class Chief Shipwright, 2nd Class Shipwright, 1st Class Shipwright, 2nd Class Shipwright, 3rd Class |
| 2 | Stoker Petty Officer | Mechanician, 2nd Class                                                           | Artificer 4th Class                                                                                                  | Petty Officer Air Fitter Petty Officer Air Rigger             | Shipwright 4th Class |
| 3 | Leading Stoker       | –                                                                                | Artificer 5th Class                                                                                                  | Leading Air Fitter Leading Air Rigger                         | Shipwright 5th Class |
| 4 | Stoker, 1st Class    | –                                                                                | – | Air Fitter Air Rigger                                         | – |
| 5 | Stoker, 2nd Class    | –                                                                                | – | –                                                             | – |
| 6 | –                    | –                                                                                | Artificer Apprentice                                                                                                 | Air Apprentice                                                | Naval Shipwright Apprentice                                                                                               |

Quelle:
Sonderdienstgrade im Schmiedlaufbahn, Tischlerlaufbahn, Malerlaufbahn und Installateurlaufbahn.
| # | Blacksmith Branch                                                 | Joiner Branch                                         | Painter Branch                                           | Plumber Branch                                           |
| - | ----------------------------------------------------------------- | ----------------------------------------------------- | -------------------------------------------------------- | -------------------------------------------------------- |
| 1 | Chief Blacksmith                                                  | Chief Joiner                                          | Chief Painter                                            | Chief Plumber                                            |
| 2 | Blacksmith, 1st Class Blacksmith, 2nd Class Blacksmith, 3rd Class | Joiner, 1st Class Joiner, 2nd Class Joiner, 3rd Class | Painter, 1st Class Painter, 2nd Class Painter, 3rd Class | Plumber, 1st Class Plumber, 2nd Class Plumber, 3rd Class |
| 3 | Blacksmith 4th Class Blacksmith, 5th Class                        | Joiner, 4th Class Joiner, 5th Class                   | Painter, 4th Class Painter, 5th Class                    | Plumber, 4th Class Plumber, 5th Class                    |

Quelle:
Sonderdienstgrade im Sanitätslaufbahn, Schreiberlaufbahn, Verwaltungsschreiberlaufbahn, Verpflegungslaufbahn und Stewardlaufbahn.
| # | Sick Berth Branch                | Writer Branch              | Supply Branch              | Cook Branch              | Steward Branch              |
| - | -------------------------------- | -------------------------- | -------------------------- | ------------------------ | --------------------------- |
| 1 | Sick Berth Chief Petty Officer   | Chief Petty Officer Writer | Supply Chief Petty Officer | Chief Petty Officer Cook | Chief Petty Officer Steward |
| 2 | Sick Berth Petty Officer         | Petty Officer Writer       | Supply Petty Officer       | Petty Officer Cook       | Petty Officer Steward       |
| 3 | Leading Sick Berth Attendant     | Leading Writer             | Leading Supply Assistant   | Leading Cook             | Leading Steward             |
| 4 | Sick Berth Attendant             | Writer Assistant           | Supply Assistant           | Cook                     | Steward                     |
| 5 | Sick Berth Attendant Probationer | Writer Probationer         | Supply Probationer         | Assistant Cook           | Assistant Steward           |

Quelle:
Sondergruppen für Segelmacher, Chiffrierer, Leitungsbauer, Fotografen und Schiffspolizei (Wachtmeister)
Für die Sondergruppen werden geeignete Freiwillige aus die reguläre Laufbahnen ausgewählt.
| # | Sailmaker        | Coder               | Wireman               | Photographer                     | Regulating               |
| - | ---------------- | ------------------- | --------------------- | -------------------------------- | ------------------------ |
| 1 | Chief Sailmaker  | –                   | –                     | Chief Petty Officer Photographer | Master-at-Arms           |
| 2 | Sailmaker        | Petty Officer Coder | Petty Officer Wireman | Petty Officer Photographer       | Regulating Petty Officer |
| 3 | Sailmaker's Mate | Leading Coder       | Leading Wireman       | Leading Photographer             | –                        |
| 4 | –                | Coder               | Wireman               | Photographer                     | –                        |
| 5 | –                | Ordinary Coder      | –                     | –                                | –                        |

Quelle:
Laufbahnen für Eingeborene Seeleute
Die Eingeborene Seeleute war in Ostafrika lokal angestellte Matrosen und Heizer.
| # | Somalis       | Stoker Somalis       |
| - | ------------- | -------------------- |
| 1 | -             | -                    |
| 2 | Head Tindal   | -                    |
| 3 | Tindal        | Stoker Tindal        |
| 4 | Second Tindal | Second Stoker Tindal |
| 5 | Somali        | Stoker Somali        |

Quelle:

### Flottenpatrouillendienst und Sperrnetzdienst
Royal Naval Patrol Service war ein Zweig der Royal Navy die kleine Hilfsschiffe wie Seetrawler für U-Jagd und Minensuchoperationen betrieb. Es war von Fischern der Marinereserve besetzt, wie auch die Sperrnetzdienst.
| Dienstrang wie                                  | Royal Naval Patrol Service           | Boom Defence Service                   |
| ----------------------------------------------- | ------------------------------------ | -------------------------------------- |
| Lieutenant-Commander, R.N.R.                    | Skipper Lieutenant-Commander Ab 1944 | –                                      |
| Lieutenant, R.N.R.                              | Skipper Lieutenant                   | –                                      |
| Commissioned Officer, from Warrant rank, R.N.R. | Chief Skipper                        | Boom Chief Skipper Chief Boom Engineer |
| Warrant Officer, R.N.R.                         | Skipper                              | Boom Skipper Boom Engineer             |
| Chief Petty Officer                             | Second Hand Chief Engineman          | Chief Rigger                           |
| Petty Officer                                   | Petty Officer Engineman              | Rigger                                 |
| Leading Seaman                                  | Leading Seaman                       | Rigger’s Mate                          |
| Able Seaman                                     | Able Seaman                          | Able Seaman                            |
| Ordinary Seaman                                 | Ordinary Seaman                      | Ordinary Seaman                        |

Quellen: 

### Küstensignaldienst und Küstenfunkdienst
| Dienstrang wie, aber nach                     | Royal Naval Shore Signal Service            | Royal Naval Shore Wireless Service        | Deutsches Pendant               |
| --------------------------------------------- | ------------------------------------------- | ----------------------------------------- | ------------------------------- |
| Lieutenant, R.N.                              | Senior Chief Officer                        | Senior Chief Officer                      | Telegraphenoberinspektor (Funk) |
| Commissioned Officer, from Warrant rank, R.N. | Chief Officer Nach 2 ½ Jahren im Dienstgrad | Chief Officer Nach 6 Jahren im Dienstgrad | Telegrapheninspektor (Funk)     |
| Warrant Officer, R.N.                         | Chief Officer                               | Chief Officer                             | Obertelegraphensekretär (Funk)  |
| Petty Officer                                 | Petty Officer                               | Petty Officer Telegraphist                | Telegraphensekretär (Fúnk)      |
| Leading Rating                                | Signalman                                   | Leading Telegraphist                      | Telegraphenassistent (Funk)     |
| Able Rating                                   | –                                           | Telegraphist                              | Telegraphenanwärter (Funk)      |

Quelle: 

### Marinehelferinnen und Marinekrankenschwestern
| Dienststellung als    | WRNS Women's Royal Naval Service | Dienstgradabzeichen WRNS | QARNNS Queen Alexandra's Royal Naval Nursing Service |
| --------------------- | -------------------------------- | ------------------------ | ---------------------------------------------------- |
| Rear Admiral          | Commandant                       |                          | –                                                    |
| Commodore 2nd Class   | Deputy Commandant                |                          | Matron-in-Chief                                      |
| Captain               | Superintendent                   |                          | Principal Matron                                     |
| Commander             | Chief Officer                    |                          | Matron                                               |
| Lieutenant-Commander  | First Officer                    |                          | Superintending Sister                                |
| Lieutenant            | Second Officer                   |                          | Senior Nursing Sister                                |
| Sub-Lieutenant        | Third Officer                    |                          | Nursing Sister                                       |
| Acting Sub-Lieutenant | Acting Third Officer             | –                        |                                                      |
| Chief Petty Officer   | Chief Wren                       |                          | –                                                    |
| Petty Officer         | Petty Officer Wren               |                          | –                                                    |
| Leading Rating        | Leading Wren                     |                          | –                                                    |
| Able Rating           | Wren                             |                          | –                                                    |
| Ordinary Rating       | Ordinary Wren                    |                          | –                                                    |

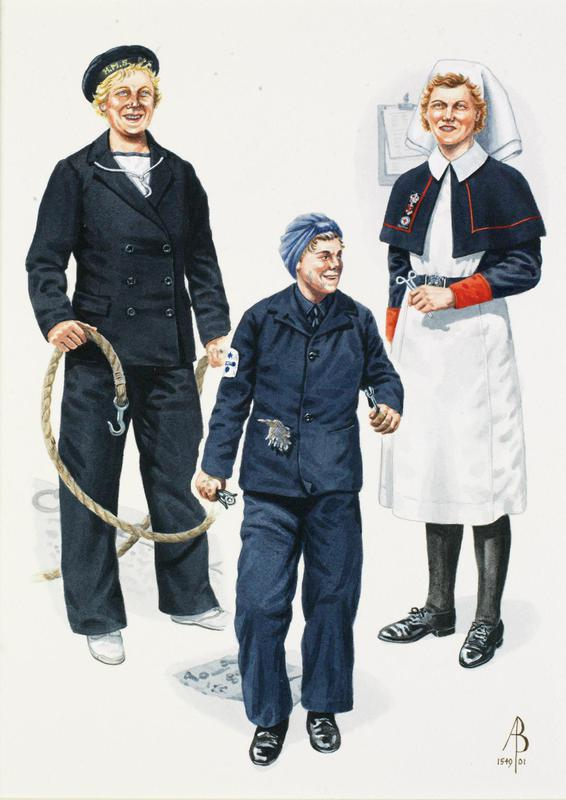
WRNS, Bootsbesatzung; WRNS, Motormechaniker; QARNNS, Krankenschwester.

Weibliche Marinesanitätsoffiziere gehörten zu der Marinereserve und tragen die Uniforme der WRNS, aber mit den gleichen Dienstgradabzeichen und Laufbahnfarben wie die männlichen Offiziere.
Quellen:

## Schiffbauingenieure
Die Schiffbauingenieure der Admiralität gehörten einem zivilen Beamtenkorps an, dem Royal Corps of Naval Constructors. Während der Ausbildung trugen sie Uniform, danach arbeiteten sie normalerweise in Zivil. Wenn sie jedoch in Militärstäben oder an Bord von Kriegsschiffen dienten, trugen sie Uniformen und bekamen Dienstgrade als Schiffbauoffiziere verliehen. Der niedrigste Dienstgrad für Ingenieure während des einjährigen Vorbereitungsdienstes am Bord war der des Constructor Lieutenant, RCNC, der höchste Dienstgrad war Constructor Rear Admiral, RCNC. Er trägt als Laufbahnabzeichen graues Tuch zwischen die Ärmelstreifen.
| Amtsbezeichnung                     | Dienstgrad als Schiffbauoffizier       | Deutsches Pendant     |
| ----------------------------------- | -------------------------------------- | --------------------- |
| Chief Constructor                   | Constructor Captain, RCNC              | Schiffbaudirektor     |
| Constructor                         | Constructor Commander, RCNC            | Oberregierungsbaurat  |
| Assistant Constructor, First Class  | Constructor Lieutenant-Commander, RCNC | Regierungsbaurat      |
| Assistant Constructor, Second Class | Constructor Lieutenant, RCNC           | Regierungsbauassessor |

Ab 1943 wurden Werftarbeiter zum Kriegsdienst einberufen und unter anderem in den Pazifischen Ozean kommandiert, wo sie auf Schiffsreparaturwerften dienten. Die Werftarbeiter wurden einem ihrem zivilen Beruf entsprechenden Unteroffiziers- oder Mannschaftsdienstgrad verliehen. Die meisten Offiziere des Reparaturdienstes waren Beamte und Angestellte der Marinewerften im freiwilligen Dienst mit Dienstgraden als Schiffbauoffiziere.

## Werftpolizei
| Royal Marine Police      | Admiralty Civil Police Ab 1942 | Deutsches Pendant                                                                          |
| ------------------------ | ------------------------------ | ------------------------------------------------------------------------------------------ |
| Chief Constable          | –                              | Oberst der WSP Kapitän zur See der MKP                                                     |
| Superintendent           | –                              | Oberstleutnant der WSP Fregattenkapitän der MKP                                            |
| Chief Inspector          | –                              | Major der WSP Korvettenkapitän der MKP                                                     |
| Sub-Divisional Inspector | –                              | Hauptmann der WSP Kapitänleutnant der MKP                                                  |
| Station Sergeant         | Station Sergeant               | Revieroberleutnant der WSP Sonderführer (Oberleutnant der MKP)                             |
| Sergeant                 | Sergeant                       | Meister der der WSP Sonderführer (Leutnant der MKP)                                        |
| Constable                | Constable                      | Hauptwachtmeister der WSP Oberfeldwebel der MKP Oberwachtmeister der WSP Feldwebel der MKP |

Quellen:

## Küstenwache
H.M. Coastguard wurde 1940 unter die Kontrolle der Admiralität gesetzt.
| Coastguard Service                     | Dienstrang als               |
| -------------------------------------- | ---------------------------- |
| Chief Inspector                        | Captain, R.N.                |
| Deputy Chief Inspector                 | Captain, R.N.                |
| Inspector                              | Captain, R.N. Wie, aber nach |
| District Officer Nach 8 Jahren im Amt  | Lieutenant-Commander, R.N.   |
| District Officer                       | Lieutenant, R.N.             |
| Station Officer                        | Chief Petty Officer          |
| Senior Coastguardman                   | Petty Officer                |
| Coastguardman                          | Leading Seaman               |
| Watcher (Auxiliary Coastguard Service) | Able Seaman                  |

Quellen: 

## Royal Marines
| Dienstgrade                            | Dienstgradabzeichen Royal Marines      | Gleichgestellt, beim Dienst mit dem Heer oder der Royal Air Force | Gleichgestellt, wenn eingeschifft auf Kriegsschiffen                                                                                |
| -------------------------------------- | -------------------------------------- | ----------------------------------------------------------------- | --- |
| General                                |                                        | General                                                           | Admiral |
| Lieutenant General                     |                                        | Lieutenant General                                                | Vizeadmiral |
| Major General                          |                                        | Major General                                                     | Rear Admiral |
| Colonel Commandant                     |                                        | Brigadier                                                         | Commodore 1st Class Commodore 2nd Class                                                                                             |
| Colonel 2nd Commandant                 |                                        | Colonel                                                           | Captain |
| Lieutenant Colonel                     |                                        | Lieutenant Colonel                                                | Commander |
| Major                                  |                                        | Major                                                             | Commander |
| Captain                                |                                        | Captain                                                           | mit zwölf Dienstjahren = Lieutenant Commander mit weniger als zwölf Dienstjahren = Lieutenant                                       |
| Lieutenant                             |                                        | Lieutenant                                                        | mit zwölf Dienstjahren = Lieutenant Commander mit vier Dienstjahren = Lieutenant mit weniger als vier Dienstjahren = Sub-Lieutenant |
| Second Lieutenant                      |                                        | Second Lieutenant                                                 | Acting Sub-Lieutenant |
| Commissioned Officer from Warrant Rank | Commissioned Officer from Warrant Rank | Second Lieutenant                                                 | |
| Warrant Officer                        |                                        | Unzutreffend                                                      | Warrant Officer |
| Sergeant Major                         |                                        | Warrant Officer Class I                                           | Unzutreffend |
| Quartermaster Sergeant                 |                                        | Warrant Officer Class II                                          | Chief Petty Officer mit 9 Jahren im Dienstgrad                                                                                      |
| Colour Sergeant                        |                                        | Colour Serjeant                                                   | Chief Petty Officer |
| Sergeant                               |                                        | Serjeant                                                          | Petty Officer |
| Corporal                               |                                        | Corporal                                                          | Leading Rating |
| Lance Corporal                         |                                        | Lance Corporal                                                    | Unzutreffend |
| Marine                                 | keine Dienstgradabzeichen              | Private                                                           | Able Rating Ordinary Rating |

## Abbildungen

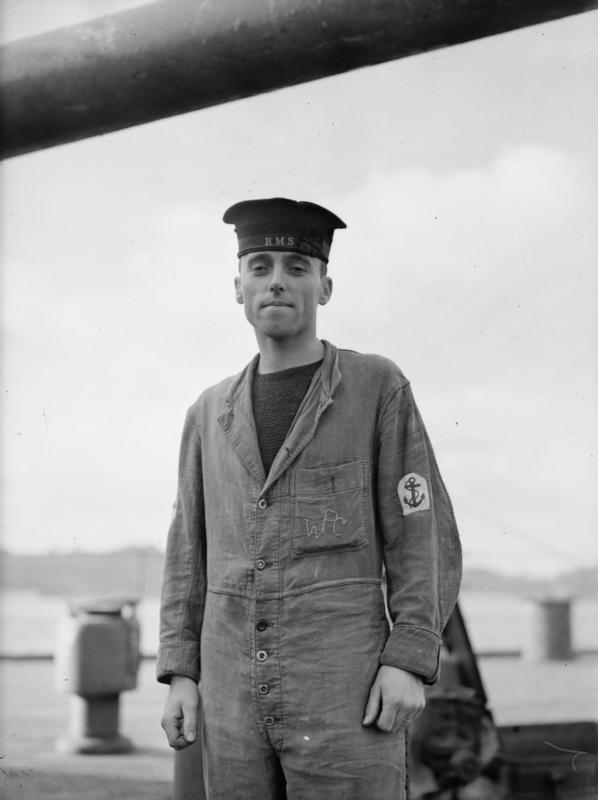
Leading Rating Maat im Arbeitsanzug.
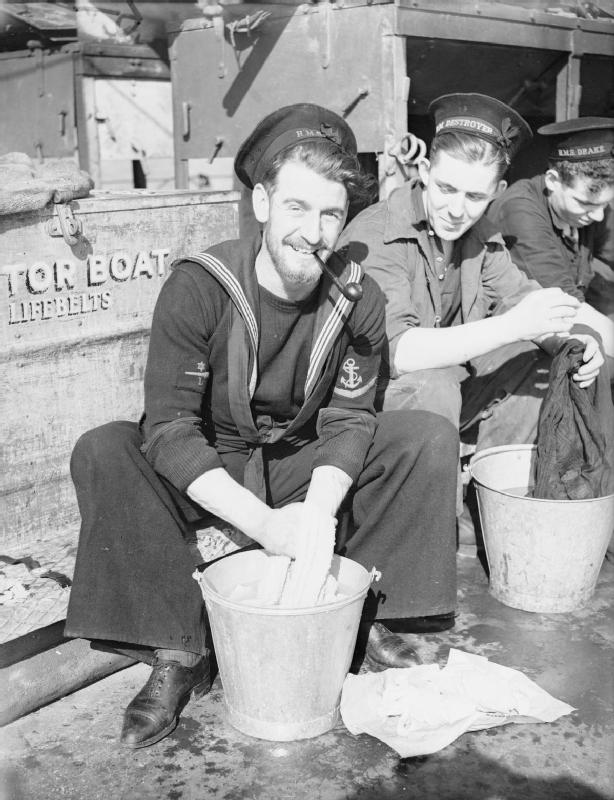
Leading Rating Maat im Dienstanzug.
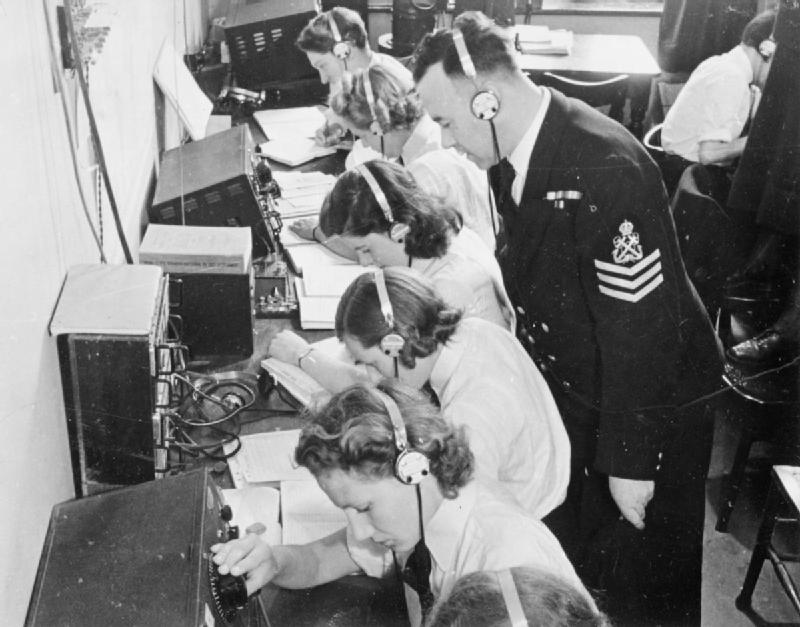
Petty Officer Feldwebel im Dienstanzug.
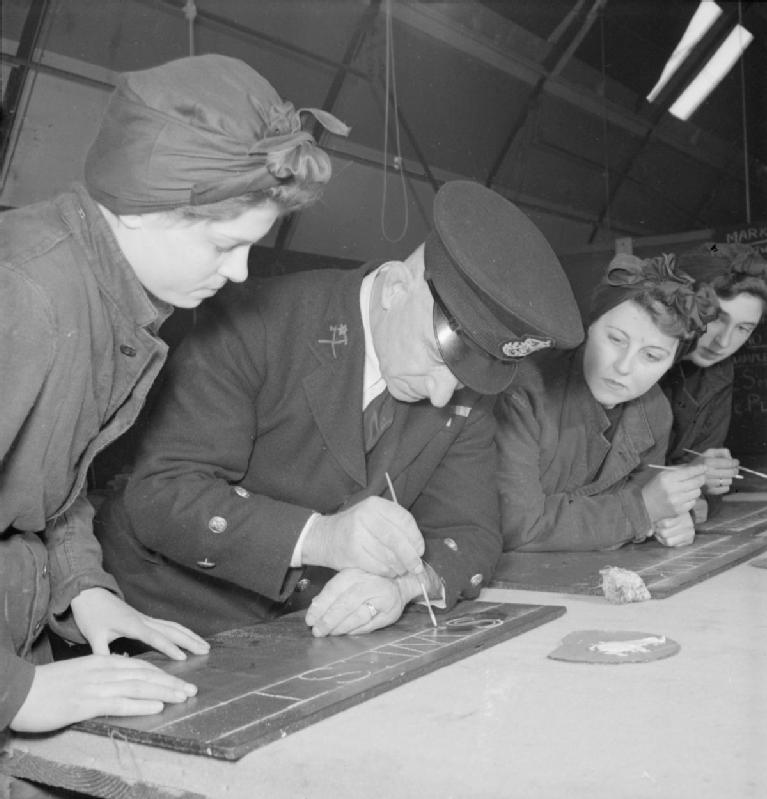
Chief Petty Officer Stabsfeldwebel (F).
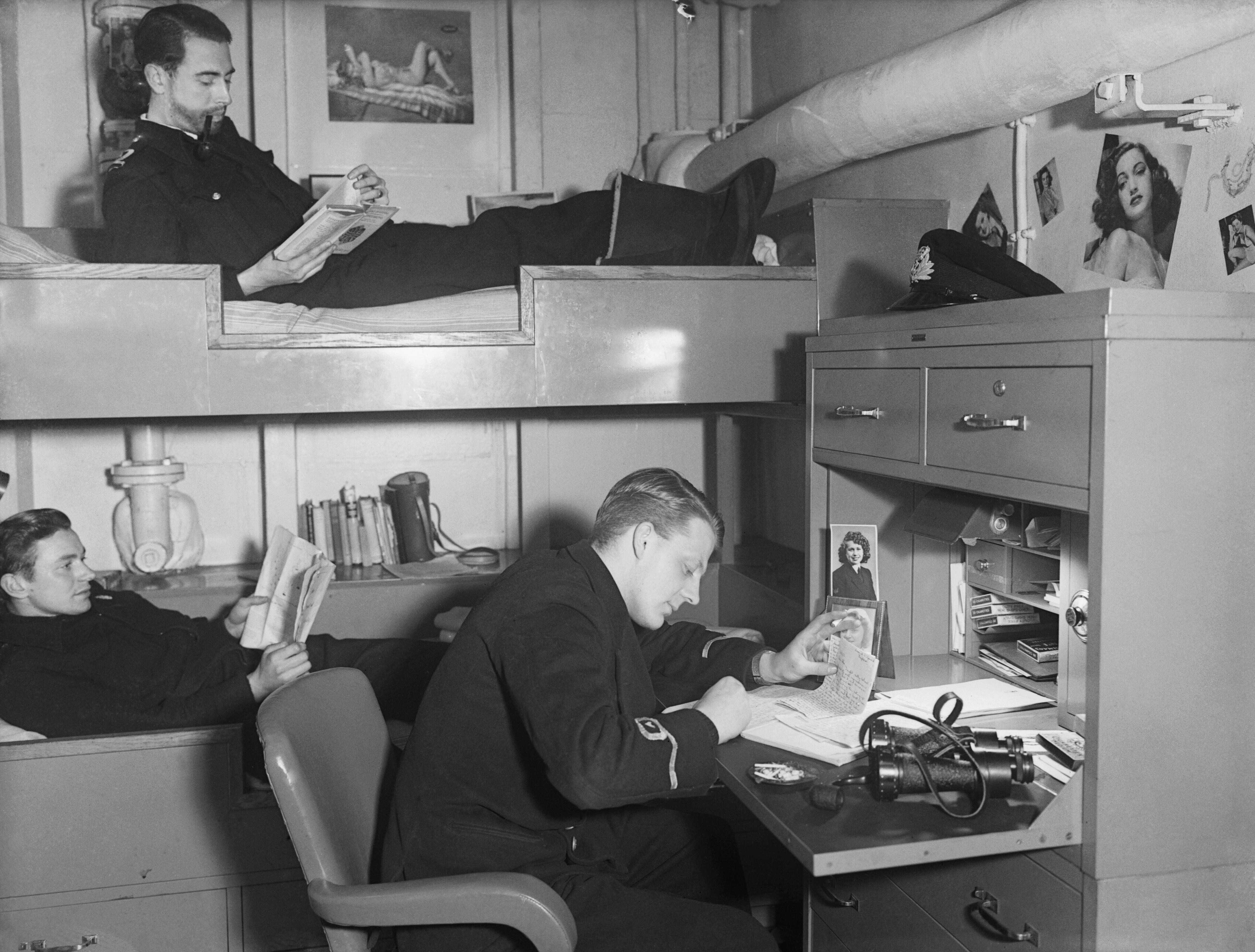
Air Branch Seeoffizier im Fleet Air Arm.
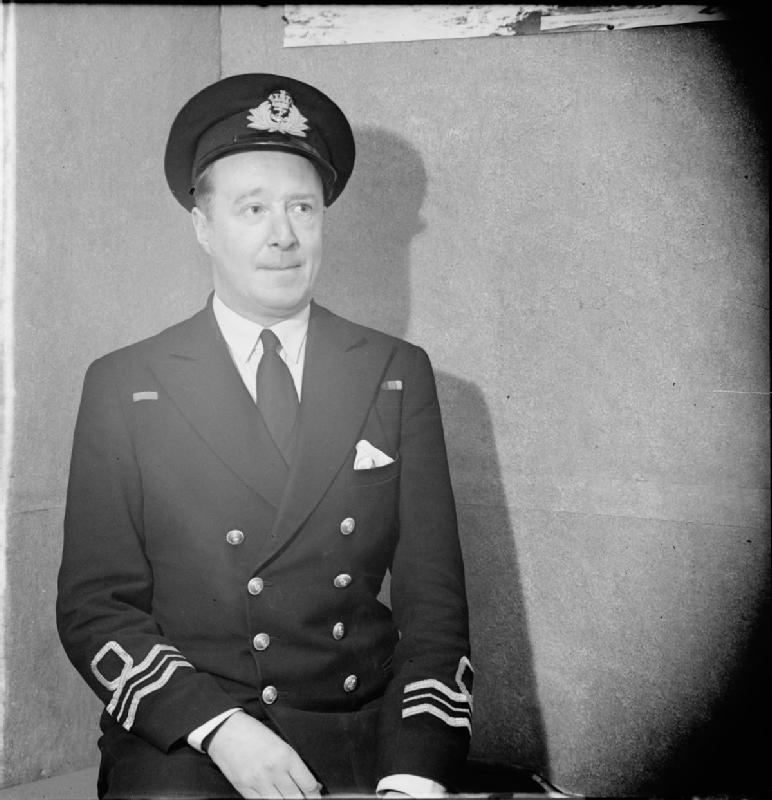
RNVR Seeoffizier der Royal Naval Volunteer Reserve.
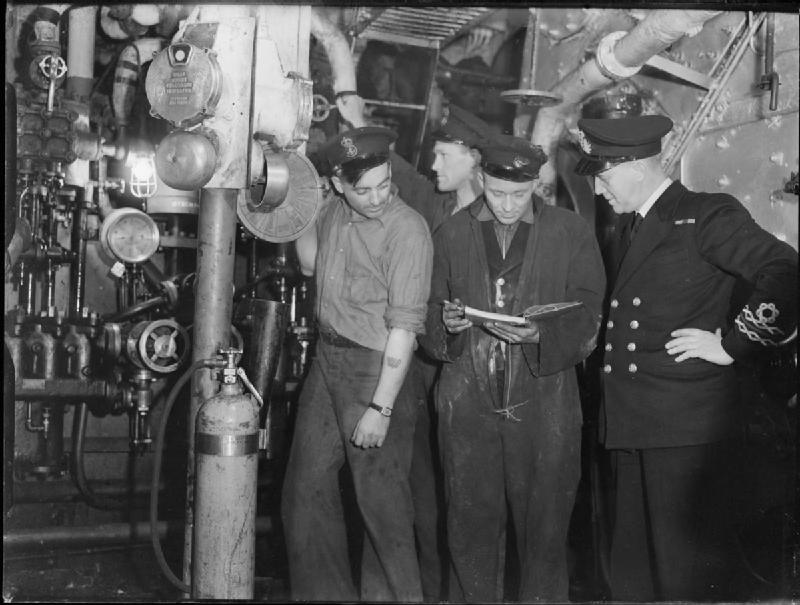
RNR Marineingenieuroffiziere (ganz rechts) der Royal Naval Reserve.
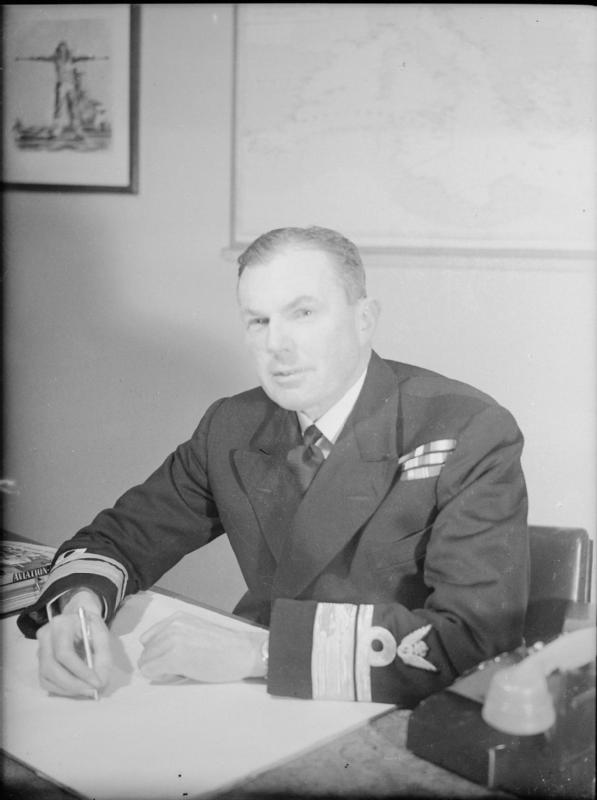
Qualified as observer. Admiral mit Tätigkeitsabzeichen als Beobachter.
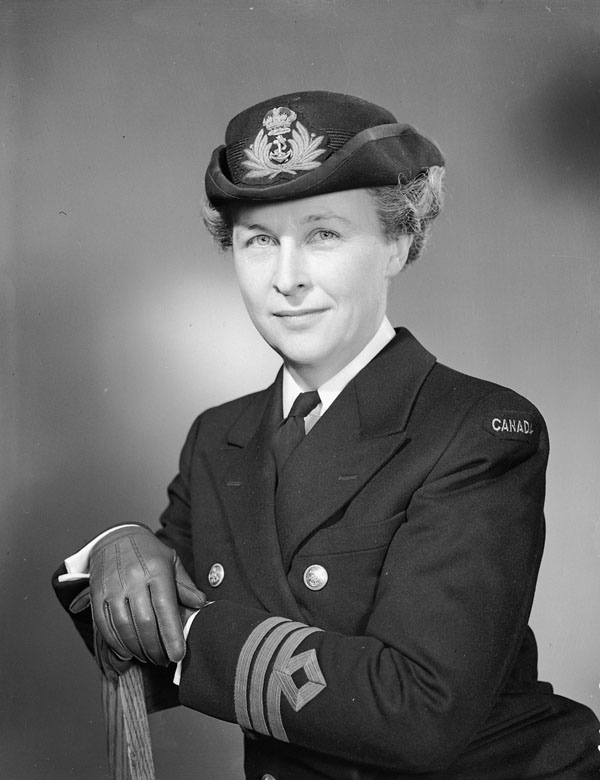
Chief Officer, WRNS Blaues Abzeichen.
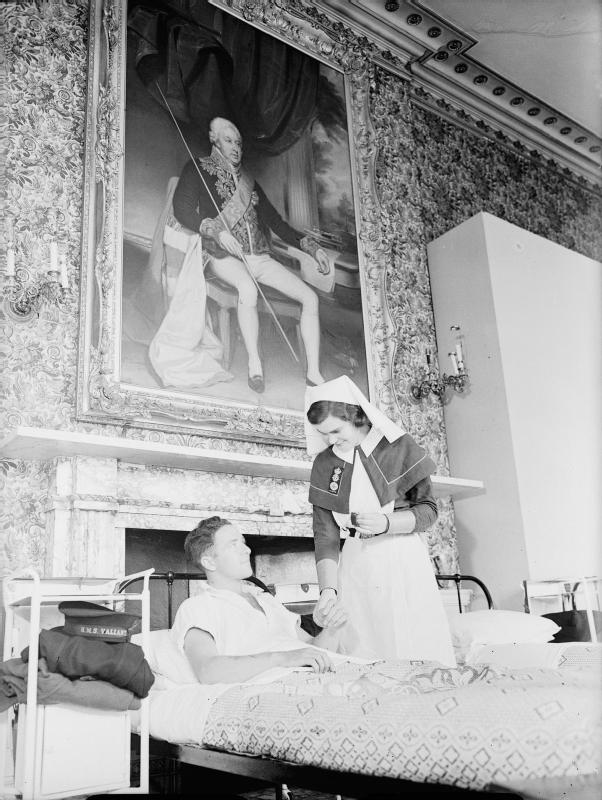
Senior Nursing Sister, QARNNS

## Dienstgradvergleich Royal Navy, British Army, RAF
| Royal Navy                             | British Army                                                                                       | RAF                            | Heeresdiensgrade Deutscher Begriff |
| -------------------------------------- | -------------------------------------------------------------------------------------------------- | ------------------------------ | ---------------------------------- |
| Admiral of the Fleet                   | Field-Marshal                                                                                      | Marshal of the Royal Air Force | Feldmarschall                      |
| Admiral                                | General                                                                                            | Air Chief Marshal              | General                            |
| Vice Admiral                           | Lieutenant-General                                                                                 | Air Marshal                    | Generalleutnant                    |
| Rear Admiral                           | Major-General                                                                                      | Vice Air Marshal               | Generalmajor                       |
| Commodore, 1st Class                   | Brigadier                                                                                          | Air Commodore                  | Oberst Brigadier                   |
| Commodore, 2nd Class                   | Brigadier                                                                                          | Air Commodore                  | Oberst Brigadier                   |
| Captain                                | Colonel                                                                                            | Group Captain                  | Oberst                             |
| Commander                              | Lieutenant-Colonel                                                                                 | Wing Commander                 | Oberstleutnant                     |
| Lieutenant-Commander                   | Major                                                                                              | Squadron Leader                | Major                              |
| Lieutenant                             | Captain                                                                                            | Flight Lieutenant              | Hauptmann                          |
| Sub-Lieutenant                         | Lieutenant                                                                                         | Flying Officer                 | Oberleutnant                       |
| Acting Sub-Lieutenant                  | Second Lieutenant                                                                                  | Pilot Officer                  | Leutnant zur See                   |
| Commissioned Officer from Warrant Rank | Second Lieutenant                                                                                  | Pilot Officer                  | Leutnant zur See                   |
| n/a                                    | n/a                                                                                                | Acting Pilot Officer           | n/a                                |
| Warrant Officer                        | n/a                                                                                                | n/a                            | n/a                                |
| n/a                                    | Warrant Officers 1st Class: Conductor, RAOC Master Gunner 1st Class Staff Serjeant Major 1st Class | n/a                            | Offiziersstellvertreter 1. Klasse  |
| Midshipman                             | n/a                                                                                                | n/a                            | n/a                                |
| n/a                                    | Alle übrigen Warrant Officers 1st Class                                                            | Warrant Officer                | Offiziersstellvertreter 1. Klasse  |
| n/a                                    | Warrant Officer 2nd Class                                                                          | n/a                            | Offiziersstellvertreter 2. Klasse  |
| n/a                                    | Warrant Officer 3rd Class                                                                          | n/a                            | Offiziersstellvertreter 3. Klasse  |
| Chief Petty Officer                    | Colour Serjeant                                                                                    | Flight Sergeant                | Oberfeldwebel                      |
| Naval Cadet                            | n/a                                                                                                | n/a                            | n/a                                |
| Petty Officer                          | Serjeant                                                                                           | Sergeant                       | Feldwebel                          |
| Leading Rating                         | Corporal Bombardier                                                                                | Corporal                       | Unteroffizier                      |
| n/a                                    | Lance Corporal Lance Bombardier                                                                    | n/a                            | Gefreiter                          |
| Able Rating                            | Private                                                                                            | Leading Aircraftman            | Schütze                            |
| Ordinary Rating                        | Private                                                                                            | Aircraftman 1st Class          | Schütze                            |
| Ordinary Rating                        | Private                                                                                            | Aircraftman 2nd Class          | Schütze                            |

Quelle: 